# Irmgard Flügge-Lotz
Irmgard Flügge-Lotz (alemany: Irmgard Lotz)  (Hamelín, 16 de juliol de 1903 - Stanford, 22 de maig de 1974) fou una prolífica matemàtica i enginyera alemana, que va destacar pel seu treball de recerca en l'àmbit de les matemàtiques de l'aerodinàmica i de la teoria de control automàtic. Fou la primera professora d'enginyeria de la Universitat Stanford.

## Infància i Joventut
Irmgard Flügge-Lotz, nascuda Irmgard Lotz, nasqué el 16 de juliol del 1903 a Hamelín, Alemanya. La seva mare, Dora Grupe, formava part de l'empresa familiar Grupe, empresa dedicada la construcció. El seu pare Osark Lotz, periodista, tenia un gran interès per les matemàtiques, fou ell qui transmeté a la petita Lotz el seu entusiasme per aquesta matèria. Per altra banda, les visites a les obres de l'empresa Grupe, de la mà d'enginyers de la construcció, membres de la família materna, despertaren el seu interès. Finalment, les proves de dirigibles realitzades a prop de casa seva pel Ferdinand von Zeppelin, també foren una gran influència durant els seus primers anys de formació.
Durant la seva infància la família es traslladà diverses vegades de domicili a causa de la itinerància en la feina de periodista del seu pare, obligant a Irgmard Lotz a canviar d'escola primària. Visqueren a Frankenthal, Mönchen-Gladbach i finalment, el 1914, s'establiren a Hannover, on Osark Lotz fou acceptat com a periodista pel diari local.
Osark Lotz havia de començar la seva nova feina l'1 d'agost del 1914, dia en què Alemanya declarà la guerra a Rússia, en el marc de la terrible Primera Guerra Mundial. Osark Lotz fou enviat a l'ocupada Bèlgica i la família Lotz va perdre el membre de la família que aportava més recursos econòmics. En aquell moment, Irmgard Lotz que estudiava al col·legi secundari de noies de Hannover, començà a donar classes particulars de matemàtiques i llatí per poder mantenir a la seva família.

## Recerca científica
| « | Volia una vida que no fos mai avorrida. És a dir, una vida en la que sempre passessin coses ... Volia una professió de la que sempre pogués estar-ne contenta, encara que signifiqués quedar-me soltera | » |

Amb aquestes paraules explicà anys després la seva decisió d'entrar a la Universitat Tècnica de Hannover un cop graduada de l'escola secundària el 1923. El 1927 obtingué el Diploma d'Enginyeria de la Technische Hochschule de Hannover, malgrat ser l'única alumna femenina en moltes de les classes on va assistir. Dos anys després, el 1929, obtingué el títol de Doctora Enginyera gràcies a la seva tesi doctoral: Matemàtiques teòriques aplicades a la conducció de calor per cilíndres circulars. Seguidament va ingressar a l'Institut de Recerca Aerodinàmica de Göttingen com a investigadora en l'equip d'en Ludwig Prandtl. En aquest equip pogué aplicar els seus coneixements matemàtics per resoldre per primera vegada una equació diferencial que forma part de la descripció matemàtica de la distribució de les forces d'empenta a les ales. Una equació que en Ludwig Prandtl no havia estat capaç de resoldre anteriorment. L'any 1931 Lotz publicà un mètode per calcular l'empenta en una ala mitjançant una anàlisi en 3D, més endavant aquest mètode esdevingué el mètode standard aplicat internacionalment i se'l coneix com el “Mètode Lotz”. Fou en aquest Institut on conegué a Wilhelm Flügge el 1932, quan aquest entrà a formar part de l'Institut com a professor privat. Flügge era conscient de les dificultat per les que passava Lotz en un ambient tan dominat pels homes.
Durant els seus anys a Göttingen, Lotz seguí investigant en l'àmbit de l'aerodinàmica, fent grans avenços en la predicció de pressió aerodinàmica que afecta les diferents parts dels avions com el cos, les ales o els àleps de la turbina. El període des del 1933 al 1938 fou un període dur per Lotz i Flügge a causa de les polítiques portades a terme pels nazis. Wilhem Flügge for considerat ciutadà “políticament poc fiable”, fet que suposà la fi de la seva carrera com a acadèmic. Tanmateix, la carrera de Lotz com a investigadora progressà ràpidament, el 1938 fou anomenada Cap del Departament de Aerodinàmica teòrica. Aquell mateix any Lotz i Flügge es casaren, fou a partir d'aquest moment que Irgmard Lotz passà a anomenar-se Irmgard Flügge-Lotz.
El 1939 el matrimoni es desplaçà a Berlín on Flügge fou contractat per l'Institut de Recerca i Verificació Alemany per a l'Aviació i els Vols Espacials. Flügge-Lotz esdevingué consultora sobre Aerodinàmica i Dinàmica de vols pel mateix Institut. Tanmateix, la guerra avançava cap a Berlín, veient-se cada cop més afectada pels bombardeigs per part dels Aliats.
Per aquest motiu a la primavera del 1944 Flügge-Lotz i el seu marit decidiren traslladar-se a Saulgau, un petit poble al sud d'Alemanya on tenien una casa. Quan la guerra acabà, Saulgau es trobava en zona d'ocupació francesa. L'aeronàutica francesa es véu reforçada després de la guerra, necessitant personal d'investigació. El 1947 el matrimoni es traslladà, amb gran part del seu antic equip de treball, a París. Entraren a formar part de l'Oficina Nacional d'Estudis i Recerca Aeronàutica (ONERA), en aquest nou ambient cap dels dos tenia grans possibilitats de progressar en la seva carrera de recerca, fou per aquest motiu que es escrigueren a Stephen Timoshenko preguntant-li sobre les possibilitats de treballar als Estats Units. Poc després, el 1948, van rebre l'oferta de dos llocs de treball a la Universitat Stanford.
La Universitat Stanford però, no permetia que els dos membres del matrimoni tinguessin una posició important al mateix departament. Wilhelm Flügge fou contractat com a Catedràtic, fet que significà que, malgrat els seus mèrits acumulats dins del camp de la recerca, Irmgard Flügge-Lotz només pogués ser designada professora no numerària. Reprengué la seva carrera com a investigadora, aquest cop dins la Mecànica de fluids on estudià mètodes numèrics per resoldre problemes relacionats amb la capa límit. També assumí el rol de tutora de tesis doctorals sobre la Recerca de la Teoria aerodinàmica.

Perfil de velocitats en la capa límit

 A la primavera del 1949 impartí la seva primera classe sobre la teoria de capa límit. Tres anys després, el 1951, va organitzar un seminari setmanal sobre Mecànica de fluids, espai on estudiants de la matèria podien intercanviar idees i avenços. La seva investigació fou pionera a abordar mètodes de diferència finita amb l'ús d'ordinadors. Treballà en l'àmbit de la Teoria de Control automàtic, publicant diversos llibres al respecte.
Finalment el 1961 Irmgard Flügge-Lotz esdevingué la primera Professora d'Enginyeria de la Universitat Stanford. El 1968 es retirà a l'edat de 65 anys, continuà però la recerca científica, concretament en el camp de control de satèl·lits. Amb el pas dels anys la seva salut es va veure deteriorada, patint forts dolors a causa d'una artritis severa. Tot i així es mantingué animada i mai perdé el contacte amb les seves amistats o companys de feina. Morí a l'Hospital de Stanford a la primavera del 1974.

## Reconeixement
Irmgard Flügge-Lotz va rebre grans reconeixements per la seva recerca científica, cal destacar el Premi de reconeixement de l'Associació de Dones Enginyeres (SWE, abreviació en Anglès) el 1970, el fet de ser l'escollida per donar la classe magistral Von Karman a l'Institut Americà d'Aeronàutica i Astronàutica el 1971 i el títol de Doctora d'Honor de la Universitat de Maryland el 1973. La següent cita fou llegida durant la cerimònia a la Universitat de Maryland:
| « | La Professora Flügge-Lotz ha dut a terme un rol central en el desenvolupament de la indústria aeronàutica en el Món Occidental. Al llarg dels seus anys de contribució científica ha demostrat, en un camp dominat pels homes, el valor i la qualitat de la perspectiva femenina en la recerca i descobriment de solucions complexes dins l'enginyeria. La seva obra demostra una dedicació personal extraordinària i una intel·ligència innata. | » |

## Publicacions
- Die Erwärmung des Stempels beim Stauchvorgang, Dissertation TH Hannover (1929)
- Discontinuous Automatic Control, Princeton University Press (1953)
- Discontinuous and Optimal Control, McGraw Hill (1968)